# ان درایان
ان درایان (انگلیسی: Ann Druyan؛ زادهٔ ۱۳ ژوئن ۱۹۴۹) یک روزنامه‌نگار، تهیه‌کننده، و نویسنده اهل ایالات متحده آمریکا است. او یکی از نویسندگان مستند سریالی شبکه پی بی اس، کیهان: یک سفر شخصی بود که توسط کارل سیگن اجرا می‌شد. درایان در سال ۱۹۸۱ با کارل سیگن ازدواج کرد.